# Steffen Bogs
Steffen Bogs, född den 8 oktober 1965 i Rostock i Tyskland, är en östtysk roddare.
Han tog OS-brons i scullerfyra i samband med de olympiska roddtävlingarna 1988 i Seoul.